# 清田正成
清田 正成（1569年?—1639年?），日本戰國時代、安土桃山時代、江戶時代初期的武將，通稱四郎、政太郎，又名岡村又兵衛，為大友家和立花家家臣。他的父親是清田鑑信、兄為清田鎮忠、妹為立花統春之妻，有子太郎內記重安、三郎權兵衛重次，另有養子次郎治部允大膳亮正武。

## 生平

### 立功繼業
清田正成的家族清田氏是自先祖時便跟隨將軍足利尊氏作戰而獲得讚賞及重寶的望族，最早是由大友氏一族之戶次時親庶長子直時開始，由於是妾腹所生所以另立一家，入住豐後清田鄉而以此地為名，此後清田氏總領家以小嶽山清田城為根據地，從屬於大友氏，亦於筑前和豐後等地立功。至清田正成的祖父清田鑑綱之時，鑑綱娶大友家三老之一立花道雪的姊姊為妻，之後他與兒子清田鑑信同為大友家重臣，並立下戰功。
清田家直到島津家於「耳川之戰」擊敗大友家並開始進攻北九州時，仍支持大友家。大友家當主大友宗麟此時向豐臣秀吉求援，請求出兵九州，清田正成之兄清田鎮忠為保家名，讓兒子清田鎮隅帶著五項清田家的祖傳家寶，投靠豐臣秀吉的重臣黑田孝高；清田鎮隅之後在跟隨黑田孝高討伐豐前的叛亂勢力長野氏時戰死，而家寶中剩下不同時期、自足利將軍家至大友家賜予清田家的戰功感狀。清田正成此時駐防在大友豐後南方邊境的「朝日岳城」，面對島津家的大軍進攻，他持續抵抗而成功守城，因此在經過「九州征伐」後，他晉升至「侍大將」，而其兄長清田鎮忠在戰後選擇隱居，便將清田家剩餘的家寶感狀讓給正成繼承。

### 出征朝鮮
文祿元年（1592年），清田正成隨大友家參加豐臣秀吉發起的侵略朝鮮計劃，史稱「文祿慶長之役」，和黑田長政同屬第三隊，負責攻略慶尚道。不久後，中國明朝的軍隊來援朝鮮，並於平壤大敗日軍將領小西行長率領的第一隊；其時大友軍駐軍在平壤城南方的鳳山，當主大友義統聽聞平壤的明軍大砲火力強大而感到驚嚇，不顧小西軍的求援逕自逃走，大友家因此被憤怒的豐臣秀吉沒收領地，清田正成亦因此成為浪人。
清田正成在之後入仕於朝鮮戰事中更具威名、原屬大友家的舊臣立花家，其當主立花宗茂由於與正成算是一族遠親，因此以「大友家御客分」招待正成，文祿五年(1596年)正成擔任立花家伏見屋敷管理職領有7百石俸祿，之後參加第二次朝鮮出兵之慶長之役。

### 「兜割」戰功
朝鮮戰役結束後的「關原之戰」期間，清田正成被選拔成為主君立花宗茂的精銳「母衣武者」十一騎之一，俸祿加增到千石並擔任家老職。此時，立花家為報答豐臣秀吉的恩惠而響應石田三成的邀約，加入西軍，並接受毛利輝元的命令和毛利元康、小早川秀包、筑紫廣門等共約1萬5千兵力，攻打中途叛變的京極高次；京極高次於其居城大津城率三千兵力抵抗，身為總大將的毛利元康面臨攻城進度緩慢的問題，且遭到京極家派遣的忍者偷襲陣營。
在立花軍抵達大津城時，清田正成騎馬進行敵情偵查，遭遇敵方的母衣武者，雙方互報名號後單挑；根據記載，他手持長三尺一寸的名刀「延壽」，騎馬衝鋒將敵將從頭頂砍至胸膛、斬首後歸陣，獲得「一番首」之戰功，並因此有「兜割者清田」之稱。事後，立花宗茂對清田正成特賞戰功感狀，並在感狀寫上他的稱號，而其配刀「延壽」也因此改名為「兜割」，留傳給子孫。

### 重譽之士
之後，西軍於關原本戰戰敗，立花家遭改易，正成一時改仕加藤清正，後來舊主立花宗茂受到德川秀忠欣賞，在奧州棚倉回復大名之位。此時，身在肥後的清田正成因其住屋發生火災，將清田家代代相傳、由足利將軍賜與的感狀以及他在大津城戰後所得的感狀燒毀，據載他因而悲憤落淚並叫道：「還我感狀啊！」，正成因此去信給位於奧州的舊主立花宗茂，期許他能重頒寫有「兜割者清田」的感狀，以保存清田家的榮譽。
由於過往從未有過戰功感狀再發行頒授的先例，因此立花宗茂在得知此事後，書寫一份關於清田正成因火災燒失感狀而申請再發行的事由，同時將他過往的戰功記錄其中，由家臣由布惟次轉交給正成；根據記載，清田正成在收到感狀後，手持感狀喜極而泣再次大叫：「我的感狀啊！這是我清田家的感狀啊！」並於不久後前往奧州棚倉回仕立花家。立花宗茂在協助清田正成完成心願不久後，也實現自己和家臣回歸筑後柳川大名的願望，而清田正成亦跟隨回到柳川。

## 後代繼承
清田正成有兩個兒子，但最後由立花家老十時惟與（十時連貞的長男，過繼給由布惟次）的三男治部允大膳亮正武繼承其俸祿。而治部允大膳亮正武身為清田正成的養子，繼承「又兵衛正成」的名號，領有2500百石，受到立花宗茂的繼承人立花忠茂厚遇。正武在「島原之亂」鎮壓叛亂時立下功績，並先後經歷柳川藩大目付、武者奉行、總政所等要職。此外，正武自幼學習書法，其書道被評為「有如無人可敵之勇將，以單槍匹馬之氣概對陣三軍」，被外界認為是書法能家。